# Janovice nad Úhlavou
Pour les articles homonymes, voir Janovice.
Janovice nad Úhlavou (en allemand : Janowitz an der Angel) est une ville du district de Klatovy, dans la région de Plzeň, en République tchèque. Sa population s'élevait à 2 428 habitants en 2024.

## Géographie
Janovice nad Úhlavou est arrosée par la rivière Úhlava et se trouve dans la Forêt de Bohême, à 8 km au sud-ouest de Klatovy, à 46 km au sud-sud-est de Plzeň et à 120 km au sud-ouest de Prague.
La commune est limitée par Bezděkov au nord, par Lomec, Týnec et Klenová à l'est, et par Strážov et Nýrsko au sud, par Běhařov à l'ouest et par Dlažov au nord-ouest.

## Histoire
La première mention écrite de la localité date de 1327.

## Administration
La commune se compose de onze sections :
- Janovice nad Úhlavou
- Dolní Lhota
- Dubová Lhota
- Hvízdalka
- Ondřejovice
- Petrovice nad Úhlavou
- Plešiny
- Rohozno
- Spůle
- Vacovy
- Veselí

## Patrimoine

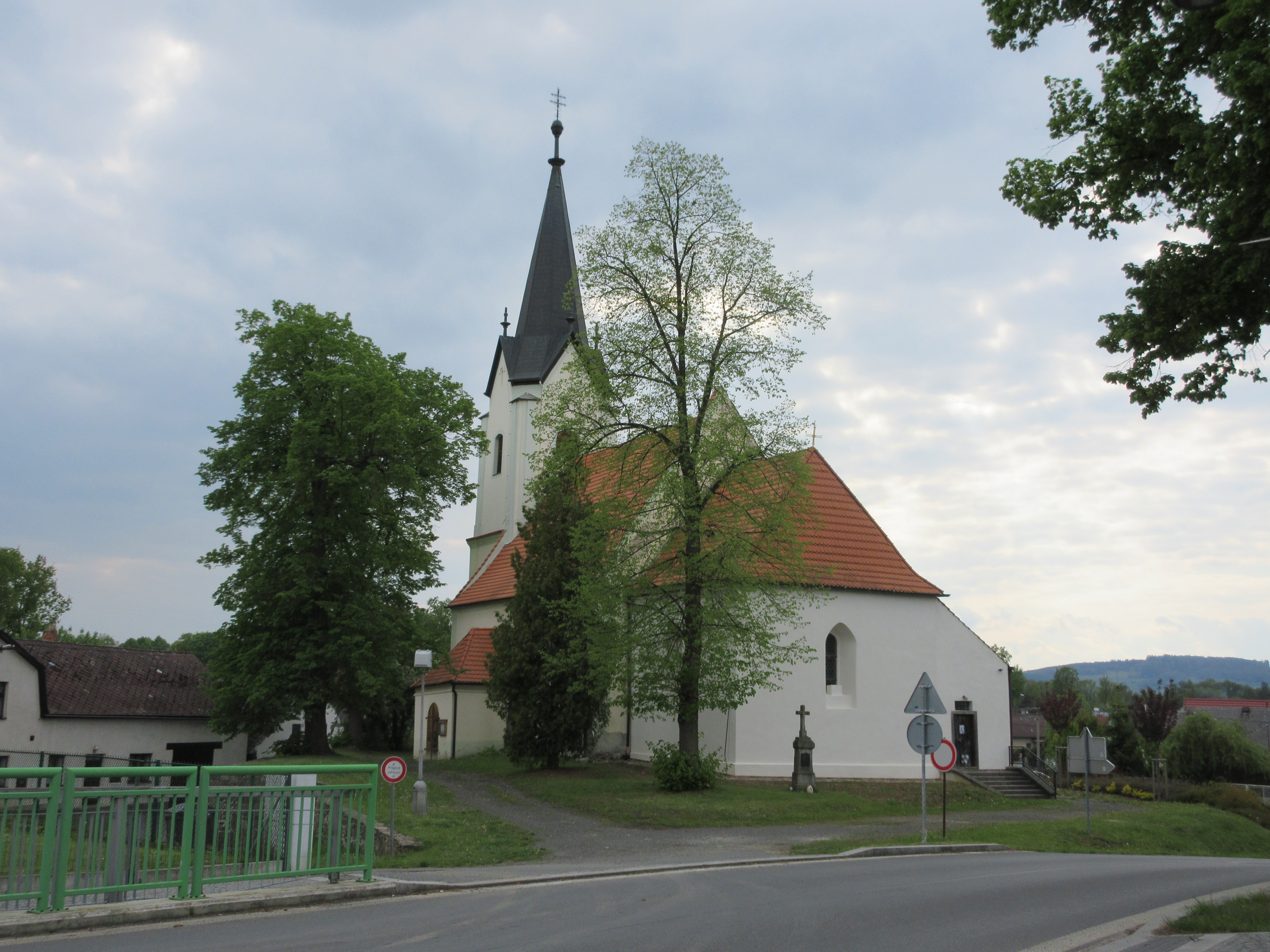
Église Saint-Jean-Baptiste.
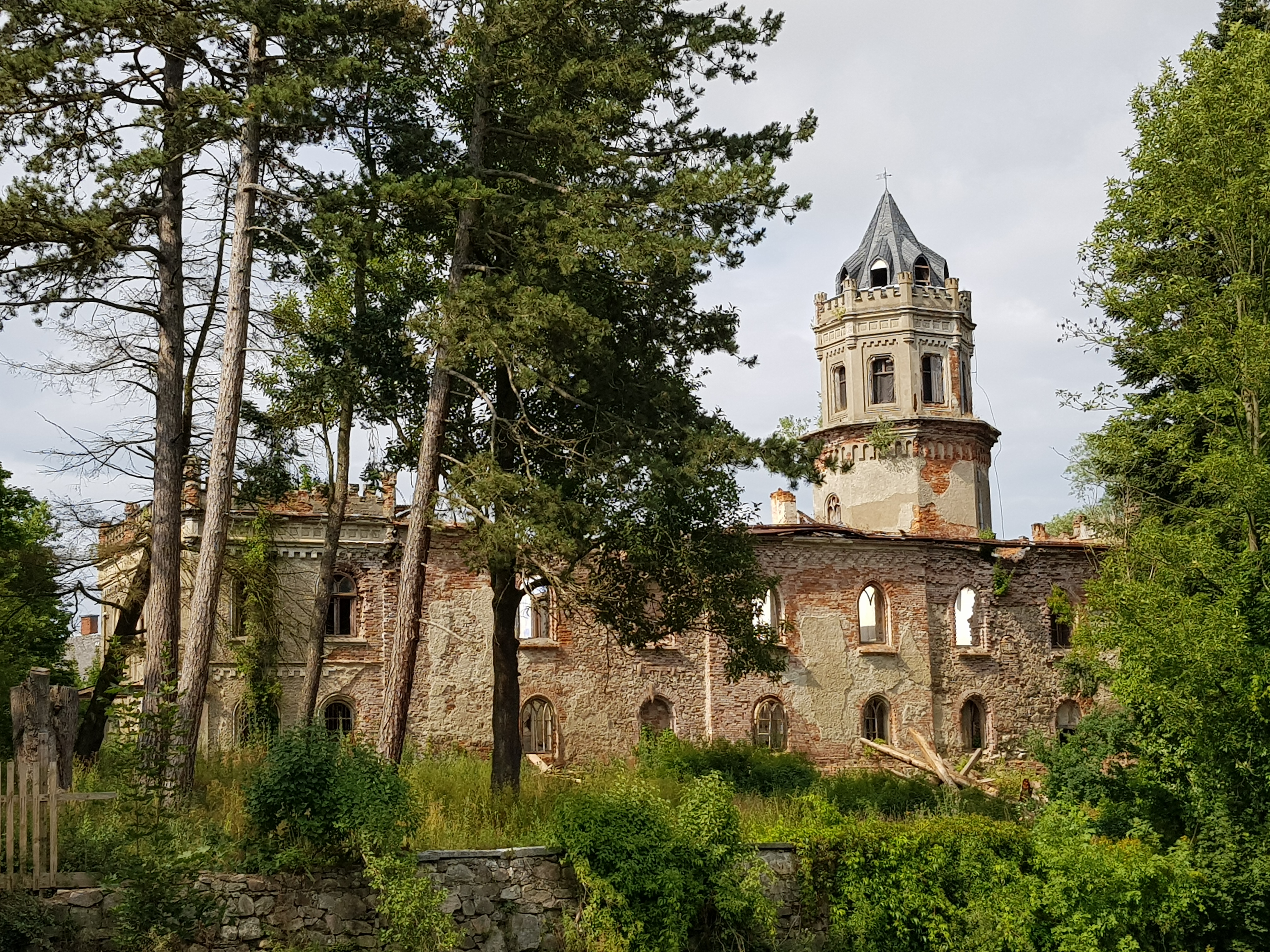
Château de Veselí.

## Transports
Par la route, Janovice nad Úhlavou se trouve à 9 km de Klatovy, à 52 km de Plzeň et à 140 km de Prague.